# Somos Todos Irmãos (1965)
Somos Todos Irmãos é uma telenovela brasileira produzida e exibida pela RecordTV entre 11 de janeiro e 5 de março de 1965, às 22h, substituindo Marcados pelo Amor e sendo substituída por Comédia Carioca. Baseada na radionovela homônima de Amaral Gurgel, foi escrita por Walther Negrão e Roberto Freire e dirigida por Freire. Não tem nenhuma ligação com a novela de mesmo título lançada pela Rede Tupi em 1966.
Conta com Dina Lisboa, Miriam Mehler, Maria Isabel de Lizandra, Egídio Eccio, Rodrigo Santiago, Berta Zemel, Arnaldo Weiss e João José Pompeo nos papéis principais.

## Enredo
Após a morte de Pedro Villar, seus quatro filhos se reencontram após 10 anos, tendo um ponto em comum: todos saíram de casa por brigas com a mãe, Mariana, uma mulher opressora e cruel. Alice saiu de casa para fazer faculdade, o que a mãe sempre foi contra, não tendo se casado ainda. Júlio, o filho rejeitado, se juntou ao exército por se apaixonar por Rosa, esposa de seu irmão Norberto. Este também deixou a casa pela mãe infernizar o relacionamento. Verinha, a única a permanecer, se tornou uma moça reprimida e submissa à mãe, que não lhe deixa se casar por querer uma filha freira. O reencontro muda a vida de todos, que tem muitas magoas.

## Elenco
| Ator/Atriz               | Personagem          |
| ------------------------ | ------------------- |
| Dina Lisboa              | Dona Mariana Villar |
| Miriam Mehler            | Alice Villar        |
| Maria Isabel de Lizandra | Verinha Villar      |
| Egídio Eccio             | Júlio Villar        |
| Rodrigo Santiago         | Norberto Villar     |
| Berta Zemel              | Rosa Fiori          |
| Arnaldo Weiss            | Promotor Gomes      |
| João José Pompeo         | Antonio             |
| Luiz Orioni              | Samuel              |
| Luiz Serra               | Ferdinand           |
| Lísia de Araújo          | Irmã Tereza         |
| Ana Maria Leite          | Lídia Fiori Villar  |
| Luís Nagib               | Ulisses             |
| Osmar Costa              | Luís Paulo          |

### Participações especiais
| Ator/Atriz    | Personagem   |
| ------------- | ------------ |
| Rubens Campos | Pedro Villar |